# 바르비종파

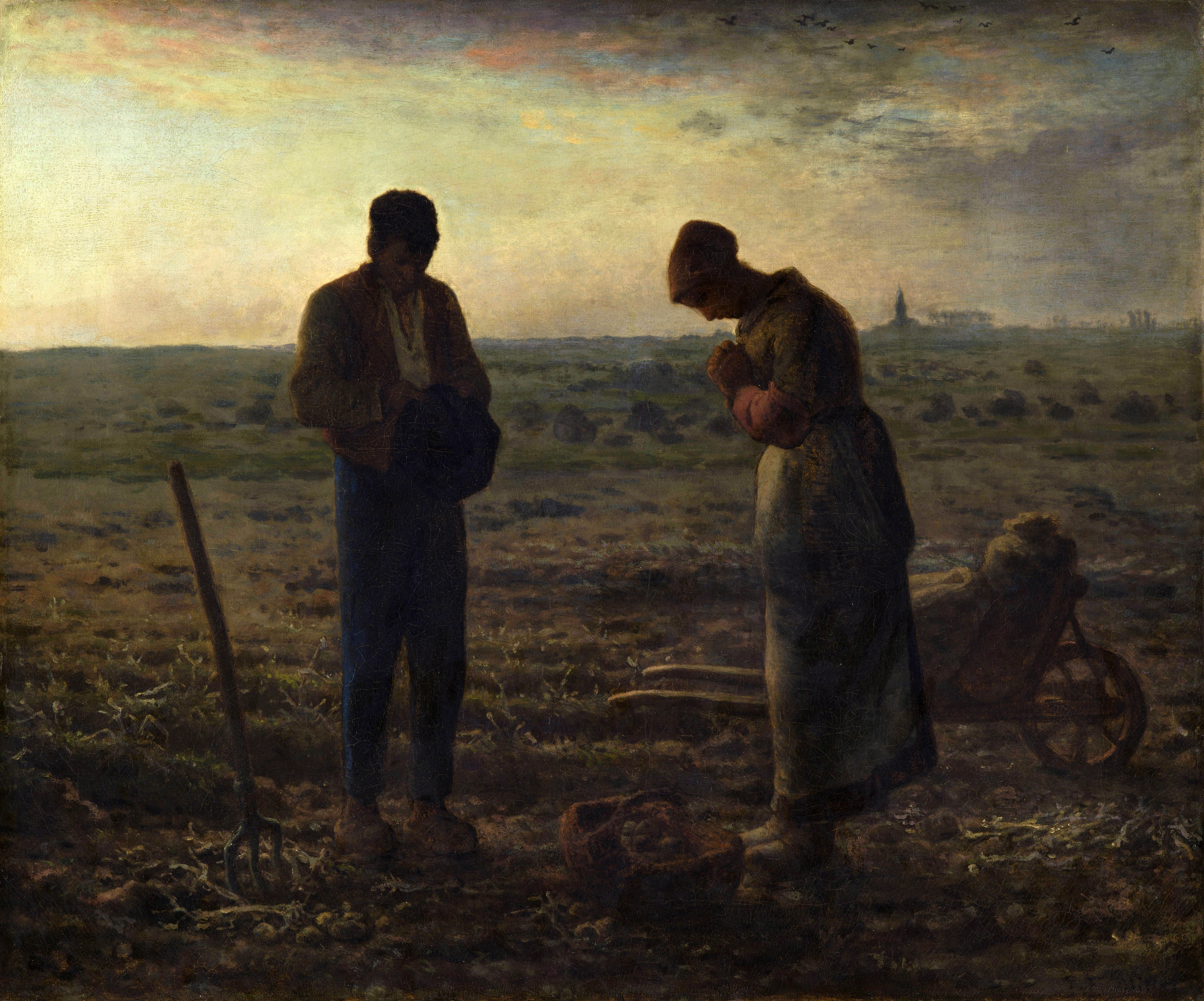
장프랑수아 밀레, 만종, 캔버스에 유채, 1857~1859

바르비종파는 1800년대 초중반에 프랑스 파리 교외에 위치한 작은 도시인 바르비종을 중심으로 활동했던 사실적 풍경화를 자주 그렸던 화가들의 그룹을 지칭한다. 대표적인 화가로는 장프랑수아 밀레가 있다.
주변에 퐁텐블로 숲이 있고, 숲 풍경을 자주 그렸다고 하여 퐁텐블로파라고 불리기도 한다. 바르비종파의 사실주의적 풍경화는 점점 유명해져 미국에까지 그 말이 전해졌으며 여타 풍경화가나 인상주의 화풍에 영향을 미쳤다. 밀레는 숲이나 자연 풍경을 주로 그렸던 다른 바르비종파 화가들과는 달리 농민의 풍경에 사실적 묘사와 종교적 분위기를 연출하는 등 독특한 화풍을 추구하였다.